# Hesperia, California
Hesperia là một thành phố ở Hạt San Bernardino, California, Hoa Kỳ, nằm cách khoảng 35 dặm (56 km) về phía bắc của trung tâm thành phố San Bernardino ở Thung Lũng Victor. Báo cáo ước tính điều tra dân số năm 2015 cho biết Thành phố có tổng dân số là 92.755 người.

## Dân số

### 2000
Theo điều tra dân số năm 2000, Hesperia có 62.582 người, 19.966 hộ gia đình và 15.773 gia đình sống trong thành phố. Mật độ dân số là 929,3 người trên một dặm vuông (358,8 / km²). Có 21.348 đơn vị nhà ở với mật độ trung bình 317,0 mỗi dặm vuông (122,4 / km²). Thành phần chủng tộc của thành phố là 74,3% người da trắng, 4,0% người Mỹ gốc Phi, 1,3% người Mỹ bản địa, 1,1% người châu Á, 0,2% người Thái Bình Dương, 6,5% từ các chủng tộc khác và 4,7% từ hai hoặc nhiều chủng tộc. Người gốc Tây Ban Nha hoặc La tinh của bất kỳ chủng tộc nào là 29,4% dân số.
Có 19.966 hộ gia đình, trong đó 42,6% có trẻ em dưới 18 tuổi sống chung với gia đình, 58,9% là cặp vợ chồng chung sống với nhau, 13,8% phụ nữ độc thân và 21,0% không phải là gia đình. 16,5% hộ gia đình được tạo thành từ cá nhân và 7,6% có người sống một mình 65 tuổi trở lên. Quy mô hộ trung bình là 3,1 và quy mô gia đình trung bình là 3,5.
Trong thành phố, dân số được lan ra với 32,8% dưới 18 tuổi, 9,3% từ 18 đến 24, 27,4% từ 25 đến 44, 19,6% từ 45 đến 64, và 11,0% người từ 65 tuổi trở lên. Độ tuổi trung bình là 32 tuổi. Cứ 100 nữ giới thì có 97,3 nam giới. Cứ 100 nữ từ 18 tuổi trở lên, có 94,1 nam giới.
Thu nhập trung bình cho một hộ gia đình trong thành phố là $ 40,201, và thu nhập trung bình cho một gia đình là $ 43,004. Nam giới có thu nhập trung bình là $ 39,776 so với $ 25,665 đối với nữ giới. Thu nhập bình quân đầu người của thành phố là $ 15,487. Khoảng 11,1% gia đình và 14,1% dân số sống dưới mức nghèo khổ, bao gồm 18,2% những người dưới 18 tuổi và 6,4% những người từ 65 tuổi trở lên.

### 2010
Cuộc Điều tra Dân số Hoa Kỳ năm 2010  đã báo cáo rằng Hesperia có dân số 90.173 người. Mật độ dân số là 1.231,7 người trên một dặm vuông (475,6 / km²). Thành phần chủng tộc của Hesperia là 55.129 (61.1%) người da trắng (41.1% không phải gốc Tây Ban Nha), 5.126 (5.8%) người Mỹ gốc Phi, 1.118 (1.2%) người Mỹ bản xứ, 1.884 (2.1%) Châu Á, 270 (0.3%) Thái Bình Dương Đảo, 22.115 (24,5%) từ các chủng tộc khác, và 4,431 (4,9%) từ hai hoặc nhiều chủng tộc. Người gốc Tây Ban Nha hoặc La tinh của bất kỳ chủng tộc nào là 44.091 người (48,9%). Cuộc tổng điều tra đã báo cáo rằng 90.145 người (100% dân số) sống trong các hộ gia đình, 22 (0%) sống trong các khu nhóm không được thể chế hóa, và 6 (0%) được thể chế hoá.
Có 26.431 hộ gia đình, trong đó 13.175 (49,8%) có con dưới 18 tuổi sống trong đó, 14,797 (56,0%) là cặp vợ chồng kết hôn với nhau, 4,219 (16,0%) là phụ nữ độc thân, 2.130 (8.1%) là đàn ông độc thân. 4,036 hộ gia đình (15,3%) được tạo thành từ các cá nhân và 1,660 (6,3%) có người sống một mình 65 tuổi trở lên. Quy mô hộ trung bình là 3,41. Có 21.146 hộ gia đình (80,0% hộ gia đình); quy mô gia đình trung bình là 3,76.
Mật độ dân số được trải rộng với 29.156 người (32,3%) dưới 18 tuổi, 9,465 người (10,5%) tuổi từ 18 đến 24, 23.243 người (25,8%) tuổi từ 25 đến 44, 20.157 người (22,4%) tuổi từ 45 đến 64 và 8.152 người (9,0%) từ 65 tuổi trở lên. Độ tuổi trung vị là 30,5 tuổi. Cứ 100 nữ giới thì có 98,5 nam giới. Cứ 100 nữ từ 18 tuổi trở lên, có 95,0 nam giới.
Có 29.004 đơn vị nhà ở với mật độ trung bình 396,2 mỗi dặm vuông (153,0 / km²).Theo Điều tra Dân số Hoa Kỳ năm 2010, Hesperia có thu nhập hộ gia đình trung bình là 46.027 đô la, với 23,1% dân số sống dưới mức nghèo khổ.